# 甲斐神社 (大和郡山市)
甲斐神社（かいじんじゃ）は、奈良県大和郡山市田中町にある神社。旧社格は村社。

## 概要
大和郡山市田中町（旧・添下郡片桐村大字田中）に所在する。
『日本三代実録』の貞観7年（865年）4月25日の条に「授大和國無位田中神從五位下（大和国無位田中神に従五位下を授く）」との記述があり、『大和志』は、この「田中神」を、「貞観七年四月授從五位下　田中村今稱甲斐明神」として当社に比定している。
当社の森は「田中の杜」と呼ばれ、名勝の地とされてきた。
鎌倉時代の勅撰和歌集『玉葉和歌集』に載せられた、藤原為家の歌にも「山きはの田中のもりに注連（しめ）はえて　今日里人は神まつるなり」と、当社が詠まれている。
また、神楽歌小前張のうゑつき（殖槻・埴舂）で、「うゑつきや　田中の森や　もりやてふ　かさのあぢが原に」と歌われた「田中の森」を当社に比定する見解もある。時代が下った江戸時代後期の歌人・熊谷直好も「植槻や田中のもりの秋祭　はつ穂のこさけ我酔にけり」の歌を詠み、これを歌集『浦の志保貝』に収載している。
オンダ（御田）と呼ばれる田植の民俗行事が行われている神社の１つである。